# Чемпіонат України з гандболу серед чоловіків 2016—2017
26-й чемпіонат України з гандболу серед чоловіків 2016—2017 тривав зі 2 вересня 2016 року по 24 травня 2017 року. Усього брали участь 8 команд. Усього було зіграно 114 матчів. Переможцем уп'яте поспіль став запорізький «Мотор».

## Регламент
Змагання проходять за коловою системою в чотири кола (28 турів), у яких кожна команда зіграє з кожною вдома і на виїзді по два рази. Місця для команд визначаються за найбільшою сумою очок, які вони отримали протягом чемпіонату: за перемогу команді нараховується два очки, за нічию — одне, за поразку — нуль. При рівності очок у двох і більше команд, місця розподіляються за таким принципом:
- за більшою кількістю набраних очок в іграх між ними;
- за кращою різницею м'ячів в іграх між ними;
- за кращою різницею закинутих та пропущених м'ячів у всіх іграх чемпіонату;
- за більшою кількістю перемог у всіх іграх чемпіонату;
- за більшою кількістю закинутих м'ячів у всіх іграх чемпіонату;
- за жеребкуванням.

## Суперліга
| Поз | Команда         | І  | В  | Н | П  | ГЗ   | ГП   | РГ   | О  | Кваліфікація                               |
| --- | --------------- | -- | -- | - | -- | ---- | ---- | ---- | -- | ------------------------------------------ |
| 1   | Мотор           | 28 | 28 | 0 | 0  | 1136 | 546  | +590 | 84 | Кваліфікація до Ліги чемпіонів ЄГФ 2017—18 |
| 2   | ЗТР             | 28 | 24 | 0 | 4  | 963  | 604  | +359 | 72 | Кваліфікація до Кубку ЄГФ 2017—18          |
| 3   | ЗНТУ-ЗАБ        | 28 | 17 | 1 | 10 | 830  | 736  | +94  | 52 | Кваліфікація до Кубку Виклику ЄГФ 2017—18  |
| 4   | ЦСКА-Київ       | 28 | 15 | 1 | 12 | 752  | 809  | −57  | 46 |                                            |
| 5   | Шахтар-Академія | 28 | 10 | 1 | 17 | 713  | 833  | −120 | 31 | Кваліфікація до Кубку Виклику ЄГФ 2017—18  |
| 6   | Енергетик-НАЄК  | 28 | 9  | 0 | 19 | 740  | 988  | −248 | 27 |                                            |
| 7   | Буревісник      | 28 | 7  | 0 | 21 | 676  | 786  | −110 | 21 |                                            |
| 8   | КДЮСШ-ЛДУФК     | 28 | 0  | 1 | 27 | 552  | 1060 | −508 | 1  |                                            |